# Backslide (singolo)
Backslide è un singolo del duo musicale statunitense Twenty One Pilots, pubblicato il 25 aprile 2024 come terzo estratto dal settimo album in studio Clancy.

## Descrizione
Il brano è stato descritto come rap rock, hip hop, emo rap, pop rap ed emo-pop. In particolare, nella sua recensione del singolo Hannah E. Gadway del The Harvard Crimson lo ha definito tendente al pop, con un ritornello appartenente a tale genere, ma anche caratterizzato da sonorità caratteristiche dell'emo.Rolling Stone lo ha definito un brano prettamente emo rap. Il testo del brano è incentrato sul rimpiangere le proprie azioni, e vi sono citazioni a precedenti lavori pubblicati dal gruppo, come il singolo Saturday e l'album Blurryface.

## Video musicale
Il video ufficiale del brano è stato diretto da Josh Dun, batterista del duo, ed è stato pubblicato lo stesso giorno di pubblicazione del singolo.

## Tracce
Testi e musiche di Tyler Joseph.
1. Backslide – 3:00

## Classifiche
| Classifica (2024)                | Posizione massima |
| -------------------------------- | ----------------- |
| Regno Unito                      | 99                |
| Stati Uniti (rock & alternative) | 21                |